# Soprankornett

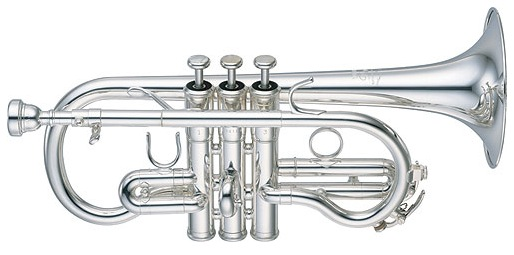
En ess-kornett.

Soprankornett eller ess-kornett är ett bleckblåsinstrument som är stämt i ess, alltså en  kvart högre än den vanligare b-kornetten. I ett brassband finns det oftast bara en enda soprankornett.